# Tarzan, Abernes konge
Tarzan, Abernes konge er en roman af den amerikanske forfatter Edgar Rice Burroughs, den første i en serie af bøger om titelfiguren Tarzan. Den blev udgivet første gang i det triviallitterære magasin The All-Story i oktober 1912. Historien følger Tarzans eventyr, fra i sin barndom at blive opdraget af aber i junglen, til hans møder med andre mennesker og det vestlige samfund sidenhen. Figuren var så populær, at Burroughs fortsatte serien indtil 1940'erne med to dusin fortsættelser. Til romanens hundredeårsjubilæum udgav Library of America en indbundet udgave baseret på den oprindelige bog med en introduktion af Thomas Mallon den 12. april 2012. Forskere har bemærket flere vigtige temaer i romanen: arvelighedens indvirkning på adfærd; racemæssig overlegenhed; civilisation, især når Tarzan kæmper med sin identitet som menneske; seksualitet; og eskapisme.